# Science and Education
Science & Education: Contributions from History, Philosophy, and Sociology of Science and Mathematics (en français : Science et éducation : contributions de l'histoire, de la philosophie et de la sociologie des sciences et des mathématiques) est une revue académique à comité de lecture publiée par Springer Science+Business Media. Elle couvre les rôles et les utilisations de l'histoire, de la philosophie des sciences et de la sociologie des sciences dans l'enseignement des sciences et des mathématiques. En 2020, la rédactrice en chef est Sibel Erduran, qui a succédé à Kostas Kampourakis (université de Genève), qui à son tour a succédé au rédacteur fondateur Michael R. Matthews (université de Nouvelle-Galles du Sud). Selon le Journal Citation Reports, la revue a un facteur d'impact 2017 de 1,265. 